# Via Aušros Vartų
Via Aušros Vartų (letteralmente le porte dell'alba) è una strada situata nella città vecchia di Vilnius, la capitale della Lituania. Costituisce un prolungamento di via Didžioji e procede in direzione nord-sud dall'incrocio con via Subačiaus da un lato e via Etmonų dall'altro fino alla Porta dell'Aurora, che rappresenta una delle sezioni sopravvissute del sistema difensivo della città. La strada procede fino al viadotto ferroviario, dove tale tratto è accessibile anche a veicoli a motore. Una volta superata tale posizione, il prolungamento successivo è chiamato via Liepkalnio. Molto vicina è anche Piazza del Municipio, luogo popolare per passeggiate e percorsi turistici per via dei siti architettonici, storici e culturali di spicco.
Insieme a via Didžioji e via Pilies, costituisce il cuore pulsante della città vecchia e la tappa finale della tratta Minsk-Ašmjany-Medininkai-Vilnius. La Porta dell'Aurora e la strada che conduce a essa prendono il nome dalla parte della città così chiamata. Ai tempi della RSS Lituana, la via era chiamata Maksim Gor'kij in onore dello scrittore russo.

## Porta dell'Aurora

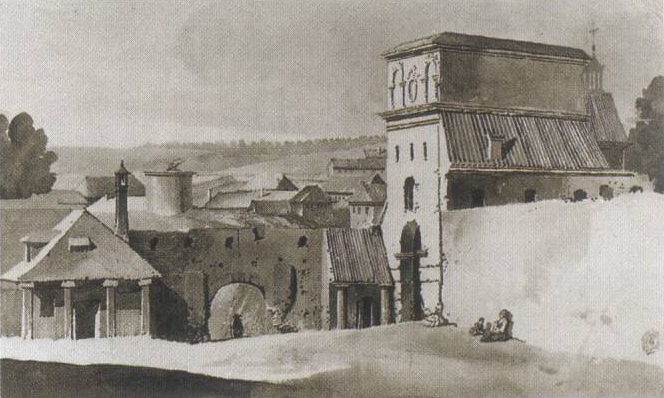
Medininkai o Porta dell'Aurora in uno schizzo di Franciszek Smuglewicz della fine del XVIII secolo

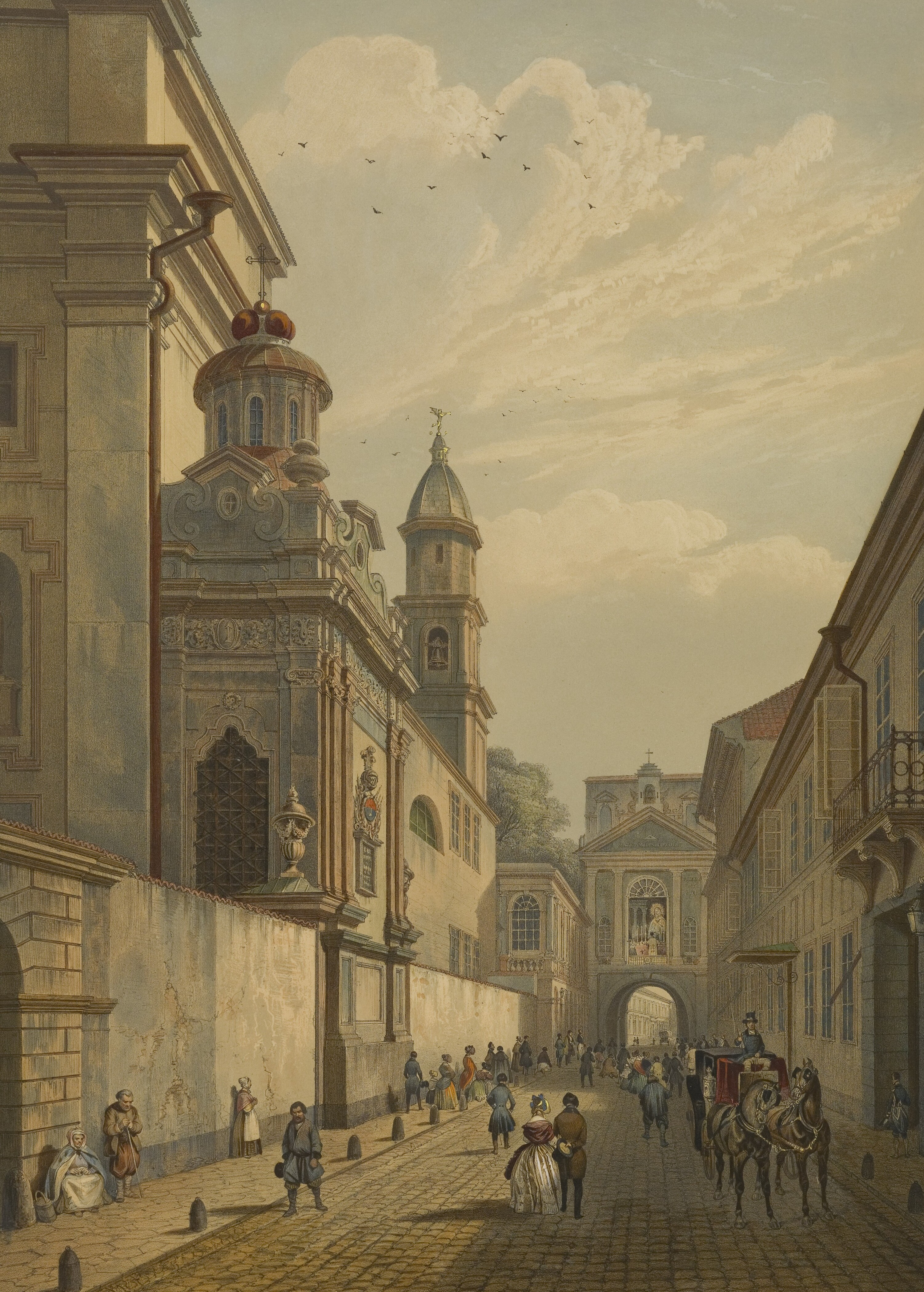
Via Aušros Vartai con la Porta dell'Aurora di fronte (J.K. Vilčinski, 1846)

L'unica porta sopravvissuta delle mura difensive di Vilnius, la Porta dell'Aurora, veniva chiamata anche Porta di Medininkai, in quanto lì conduceva. Costituiva inoltre l'accesso alla rotta per Krėva e Lida. La porta di Medininkai viene menzionata nel privilegio concesso a Vilnius da Sigismondo il Vecchio nel 1514 ed è raffigurata nel Civitates orbis terrarum senza una cappella. L'artista Franciszek Smuglewicz la dipinse su una grande pianta dal lato sud-est con tutti i dettagli. Il cimitero dietro la porta scomparve alla fine del XVIII secolo.
La torre difensiva della Porta dell'Alba è quadrata e composta da tre piani, mentre le pareti sono spesse 2-2,6 metri. Il primo piano della torre consiste in un arco d'ingresso, ove in passato erano presenti un cancello e un sistema che ne regolava la chiusura e l'apertura come in un normale castello medievale. Il secondo e il terzo piano ospitavano delle postazioni di guardia per i tiratori con delle feritoie. All'inizio del XVII secolo, sulla cima della torre fu realizzata una raffigurazione di due grifoni che reggevano uno scudo con il Vytis: il simbolo è stato restaurato nel 1986-1987.

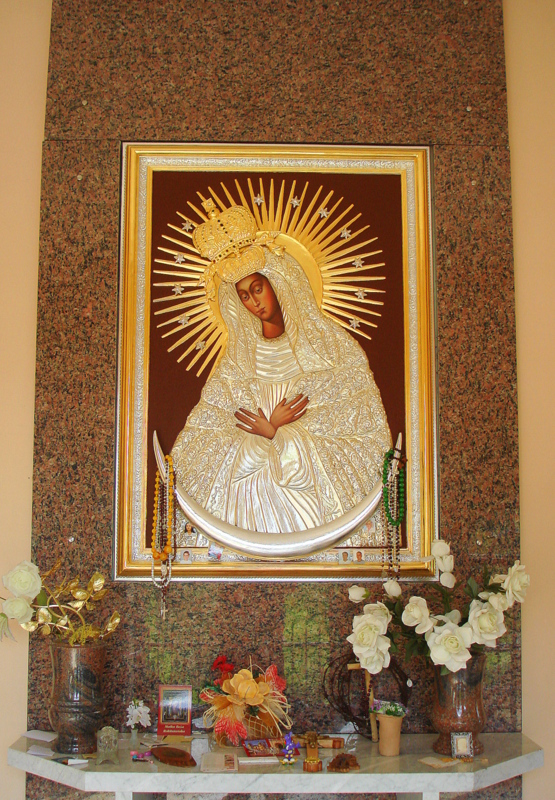
Nostra Signora della Porta dell'Aurora

Il cancello aveva dipinti su entrambi i lati: sulla parte che dava verso l'esterno della città vi era un dipinto del Cristo Salvatore, sull'altra uno di Maria. Sopra la porta esisteva una cappella con il suddetto quadro miracoloso della Madre di Dio, che è attualmente sotto la cura dei monaci carmelitani dal 1668. La tela, chiamata Nostra Signora della Porta dell'Aurora, fu spostata nel 1671 ed è stato poi protetta dall'attuale cappella, che è barocca. Nel 1789, l'architetto Pietro de Rossi costruì una scala e una galleria chiusa, mentre nel 1829 la cappella fu restaurata in stile neoclassico. L'interno della cappella è decorato con un pilastro, un'immagine in bassorilievo dell'Occhio onnicomprensivo (l'occhio della Provvidenza) e l'iscrizione latina Mater misericordiae sub tuum praesidium confugimus.
Nel 1927, l'immagine della Beata Madre di Dio alla Porta dell'Alba fu ribattezzata ufficialmente come Nostra Signora della Misericordia. Il dipinto è oggi una popolare attrazione turistica a Vilnius ed è visibile anche dalla strada.

## Chiesa di Santa Teresa e monastero delle carmelitane

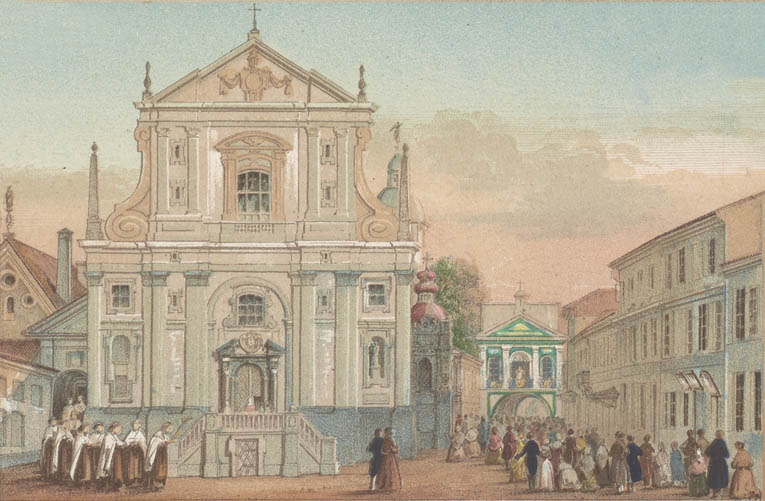
La chiesa di Santa Teresa e il monastero delle carmelitane scalze (1850, dipinto di un artista sconosciuto, conservato al Museo Nazionale di Varsavia)

Rispetto alla Porta dell'Aurora, la chiesa di Santa Teresa e gli edifici del monastero delle carmelitane scalze si trovano sul lato destro. Il monastero fu ultimato tra il 1621 e il 1624, mentre la chiesa in stile barocco venne costruita nel 1633-1654 secondo un progetto patrocinato dalla nobile famiglia dei Radziwiłł (oltre che dell'influente magnate Stefano Pac) e assegnato all'architetto della corte di Jonas Ulrikas. La struttura ricevette la consacrazione nel 1652 per opera del vescovo di Vilnius Jerzy Tyszkiewicz; dietro gli edifici del monastero si era inoltre proceduto a realizzare un giardino.
La facciata della chiesa di Santa Teresa si compone di marmo, granito e arenaria, con il tetto sostenuto da quattro arcate di pietra. Il portale è decorato con colonne di granito levigato e il frontone triangolare raffigura lo stemma della famiglia Pac.
La navata è decorata con dipinti di santi, mentre le pareti raffigurano episodi relativi alla vita di Santa Teresa e realizzati da Motiejus Sluščianskis. Gli altari sono decorati con dipinti di Szymon Czechowicz e Kanuty Rusiecki. Sulle pareti della chiesa è presente lo stemma dei carmelitani, ovvero una collina con una croce in cima e tre stelle.
Un campanile a tre piani con una tromba a forma di banderuola si erge sopra l'angolo sud-ovest della chiesa. Un cancello a sinistra della facciata principale conduce ai cortili del monastero carmelitano, separati da archi. Dietro di essi, una parte delle mura della città è ancora conservata. Dall'interno della struttura, un'entrata conduce alla cappella della Porta dell'Alba.
Il monastero carmelitano fu chiuso dallo zar dell'Impero russo nel 1844. Nel 1935 i carmelitani tornarono, ma dopo la seconda guerra mondiale il governo dell'Unione Sovietica chiuse di nuovo il monastero e la loro attività cessò. Al posto del precedente impianto, oggi hanno sede gli alloggi dell'hotel Domus Maria dell'Arcidiocesi di Vilnius, oltre che dell'emittente radiofonica lituana "Radio Maria".
Nel 2008-2010, la chiesa di Santa Maria è stata restaurata, soprattutto per quanto riguarda la facciata.

## Chiesa ortodossa dello Spirito Santo

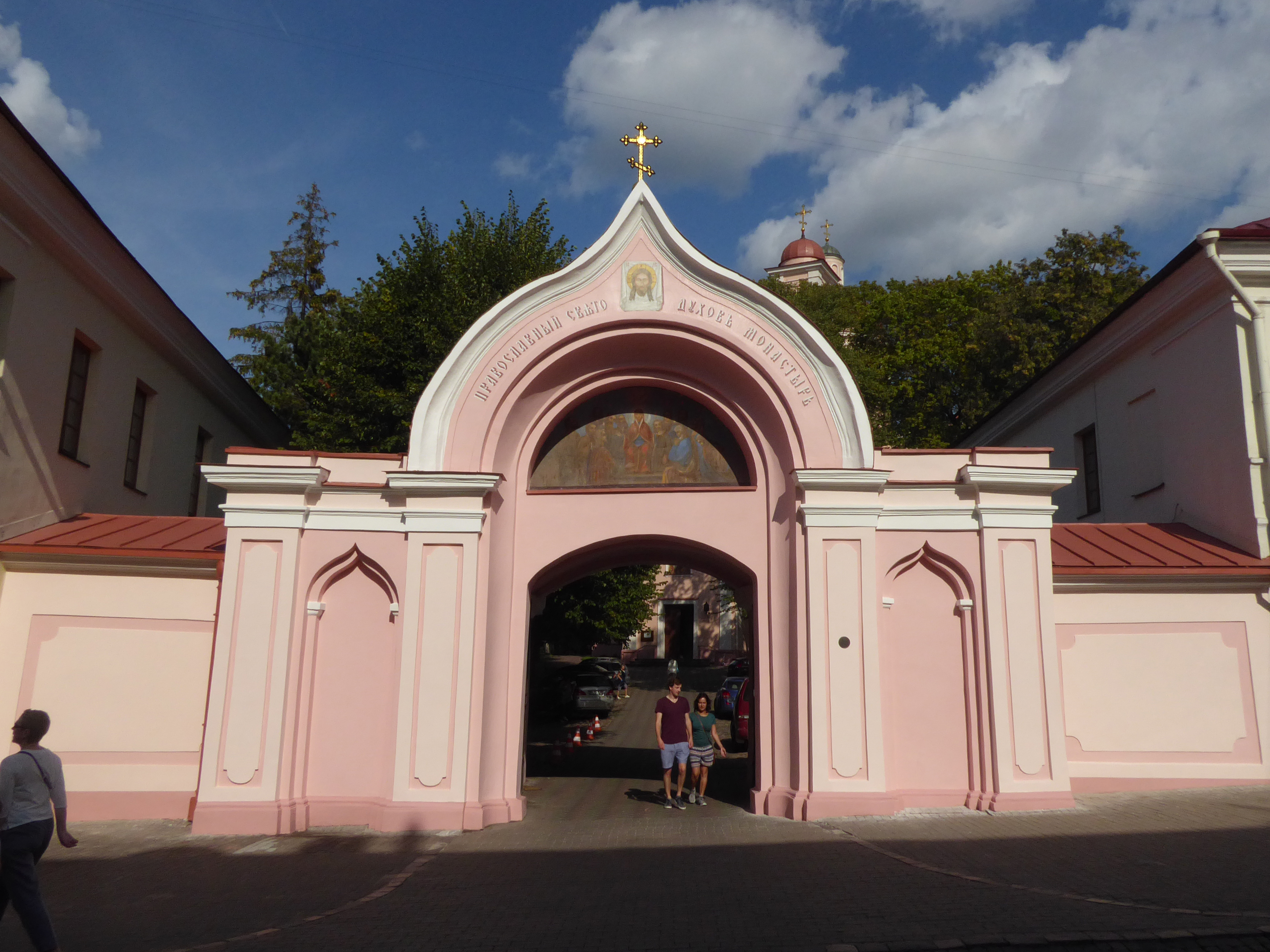
L'ingresso della chiesa ortodossa del Santo Spirito

La chiesa del Santo Spirito di Vilnius (in via Aušros vartų numero 10) e il monastero ortodosso dello Spirito Santo furono fondati nel 1596. Più tardi, vide la luce una chiesa in mattoni barocca con una cupola al centro e sia questa che il monastero sono circondati da portoni in stile bizantino. Il monastero si trova a destra della chiesa, il campanile a sinistra. Nel 1749, gli edifici furono distrutti da un incendio e poi ricostruiti in stile barocco dall'architetto Johann Christoph Glaubitz, costruttore tra l'altro anche della chiesa dei Santi Giovanni Battista e Giovanni Evangelista. La navata centrale della chiesa ortodossa è separata dall'abside da una iconostasi barocca, ultimata nel 1756-1757.
Nel 1812, la chiesa ortodossa subì di nuovo un incendio. Dal 1826, i santi ortodossi Antonio, Giovanna ed Eustachio riposano nella chiesa. La porta che circonda la chiesa dello Spirito e il monastero e termina con un globo e una croce fu costruita nel 1845.  Il complesso del monastero ospita attualmente la curia dell'arcidiocesi ortodossa di Vilnius.

## Il ristorante "Medininkai" e gli edifici dell'hotel "Europa"
La casa in via Aušros vartų 68 è appartenuta per molto tempo al monastero del Santo Spirito. L'edificio è stato costruito nei secoli XV e XVI ed era originariamente imbiancato: dopo il grave incendio scoppiato nel 1653, la struttura fu ricostruita e la facciata poi decorata con lo sgraffito. Nei secoli XVII e XVIII, questa fu affittata dai membri del tribunale di Vilnius e più tardi subì degli interventi di restauro ad opera del mercante che la rilevò. L'edificio fu riparato di nuovo dopo l'incendio del XVIII secolo, ma lo sgraffito venne poi stuccato e il frontone rimosso. Nel 1970, alcuni esperti di architettura hanno proceduto a studiare lo stile dell'abitazione.
Oggi tale luogo è sede del ristorante Medininkai in via Aušros vartų 8 e dell'hotel Europa in via Aušros vartų 6. Gli edifici sono tra loro collegati e si crede che la Congregazione ortodossa di Sant'Elena e San Costantino, che precedette la chiesa ortodossa dello Spirito Santo, avesse i suoi alloggi nell'edificio al numero 6 di via Aušroslavas Gartas.

## Porta del monastero basiliano
Sotto la Porta dell'Aurora si trova la Porta Basiliana (via Aušros vartų 7 e 9): il complesso ha 4 cortili, tre dei quali sono chiusi. A destra della porta hanno sede gli alloggi dell'ex convento femminile basiliano. L'edificio del monastero oggi ospita una galleria d'arte, un'agenzia turistica e dei caffè. La strada porta al cortile del convento e da essa si può vedere la collina su cui sorge il monastero maschile con le sue torri (via Aušros Vartų 7B).
La Porta Basiliana è alta 17,5 metri, larga 10,8 metri e divisa in tre parti: dietro al primo cancello, ce n'è un secondo leggermente più piccolo, mentre nella parte centrale c'è una nicchia con un balcone e l'occhio triangolare della Provvidenza e della Beata Vergine Maria, oltre che un bassorilievo della Trinità. La porta fu costruita dall'architetto Jonas Kristupas Glaubicas.

## Filarmonica nazionale lituana

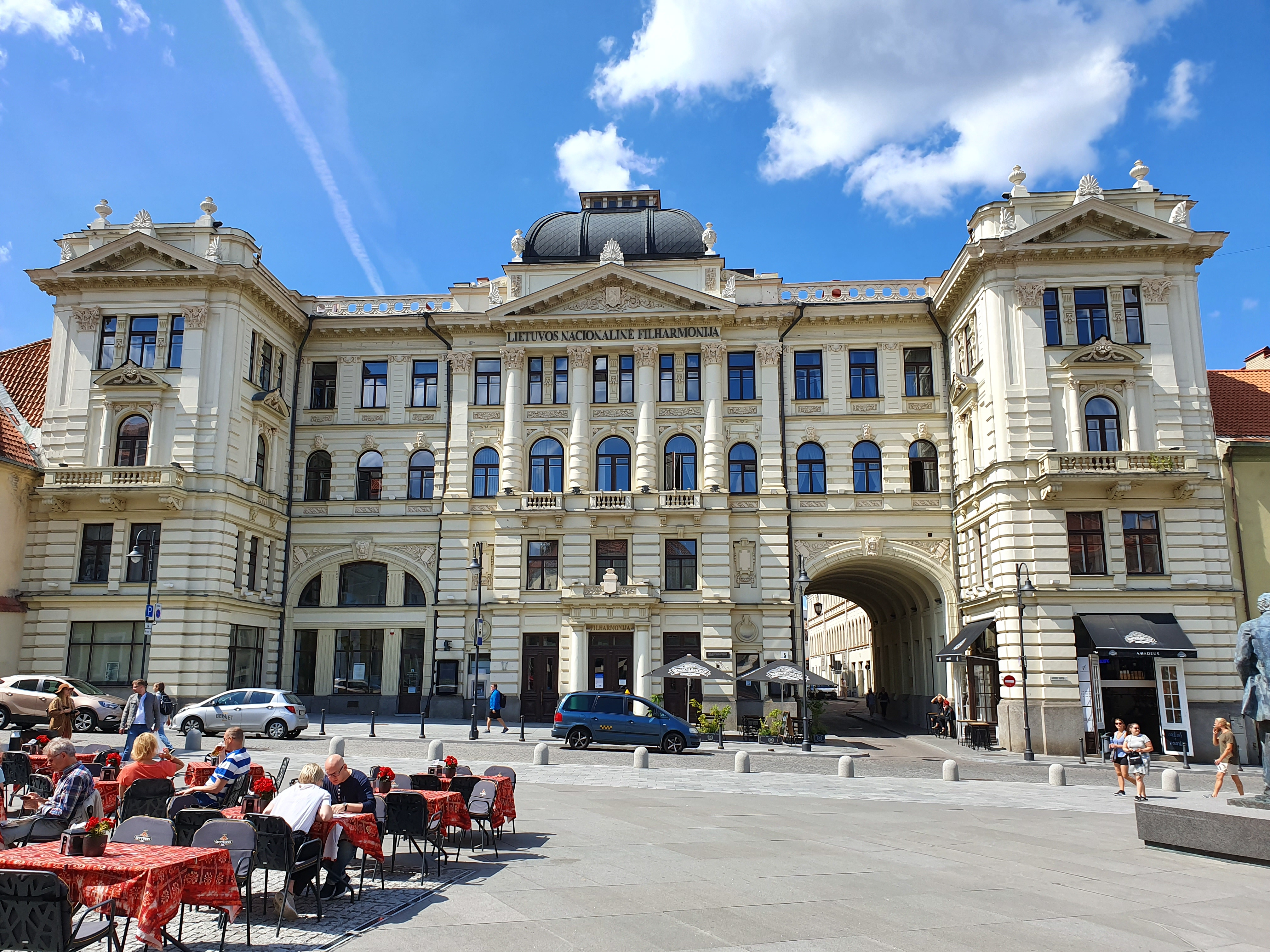
L'edificio sede della filarmonica nazionale lituana

In Aušros vartų numero 5 ha sede la Società filarmonica nazionale lituana. Nel 1492, il Granducato di Lituania, allora capeggiato da Alessandro Jagellone, vietò ai mercanti non di Vilnius di poter commerciare alcuni prodotti permettendo però l'alloggio nell'edificio oggi sede della società filarmonica. Nel XVIII secolo, l'edificio era già chiamato casa degli ospiti. Nel 1810, l'architetto Joseph Poussier ricostruì l'edificio, rinnovando il tetto e l'interno, ma gli interventi maggiori avvennero tra il 1899 e il 1902. Un palazzo di quattro piani con una sala da concerto fu costruito allo scopo di ospitare il teatro cittadino.
Dal 1904, la prima libreria lituana, fondata da Petras Vileišis, aveva sede in questo palazzo. Nel 1905, durante il primo evento tenutosi nel palazzo, si esibì Mikas Petrauskas, mentre l'anno successivo si mise in scena la prima opera lituana, la "Birutė". Il 4-5 dicembre 1905, il Grande Seimas di Vilnius si riunì nel palazzo.
Una piazza dedicata a Jonas Basanavičius, firmatario dell'Atto d'indipendenza del 1918 e figura di spicco del secolo scorso per la Lituania, è stata inaugurata accanto a via Aušros Vartai il 23 novembre 2018, dove è stata svelata anche una scultura in suo onore.